# Toyama (stad)

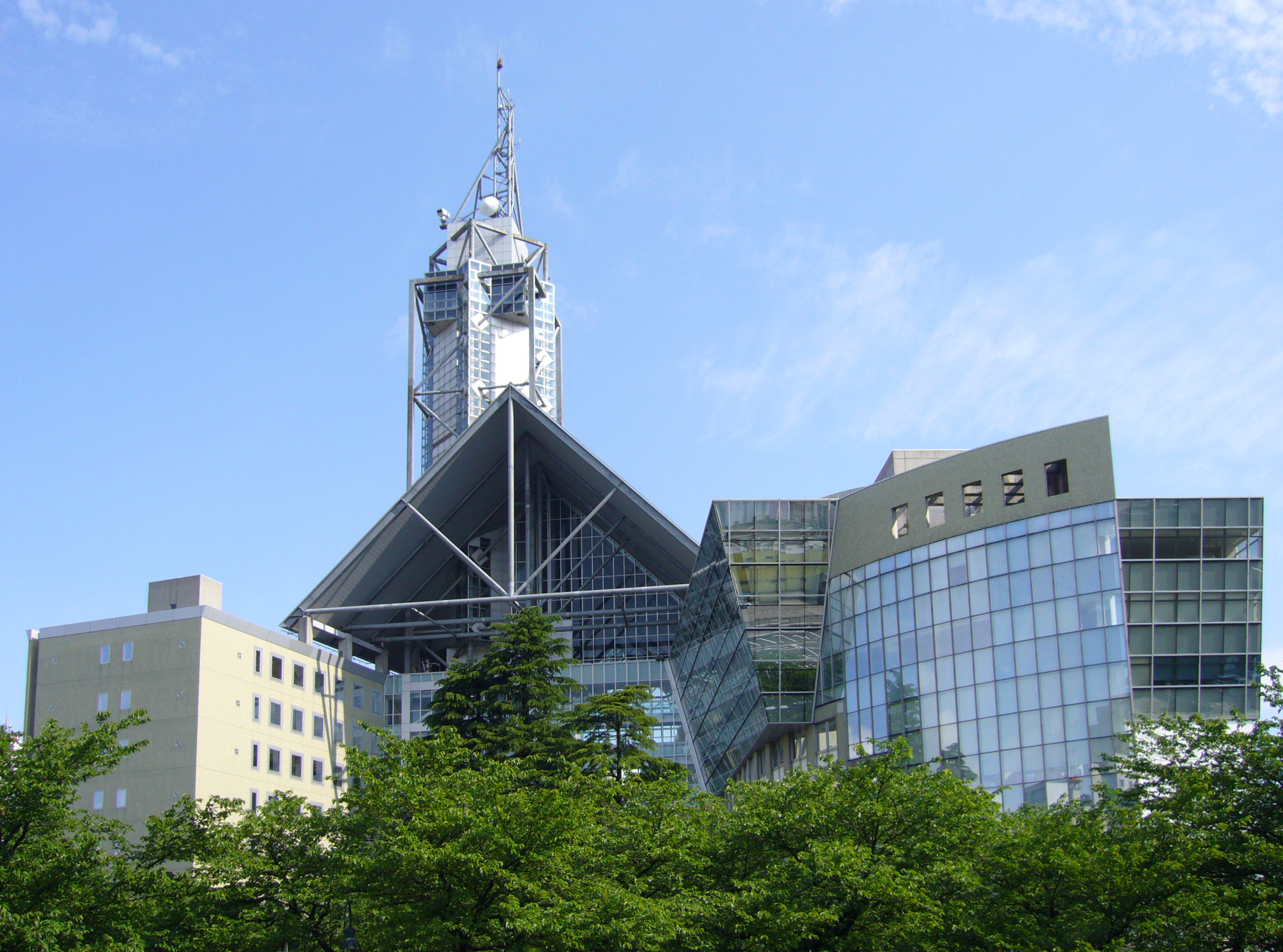
Het stadhuis van Toyama

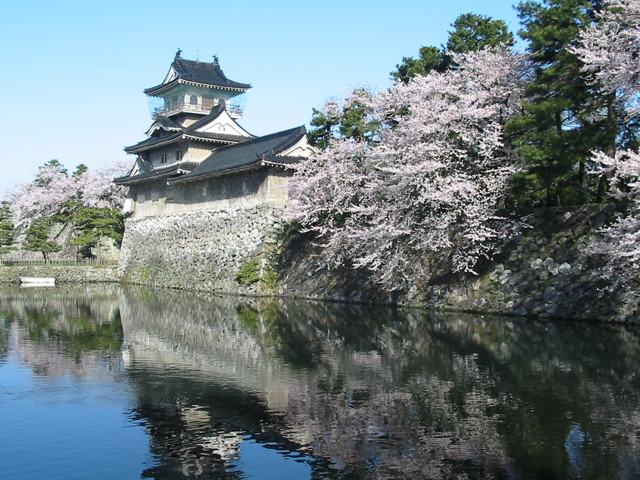
Kasteel van Toyama

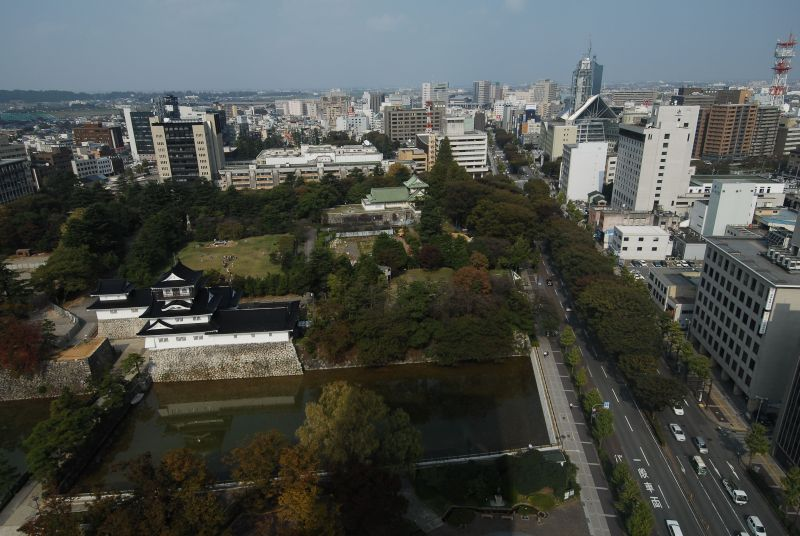
Zicht op de stad Toyama. Kasteel op de voorgrond, toren van het stadhuis in de achtergrond

Toyama (Japans: 富山市,Toyama-shi) is de hoofdstad van de Japanse prefectuur Toyama op het eiland Honshu. De stad heeft een oppervlakte van 1.241,85 km² en had in 2019 415.844 inwoners. Toyama ligt aan de Japanse Zee, op 200 km ten noorden van Nagoya en 300 km ten noordwesten van Tokio.

## Geschiedenis
Toyama werd op 1 april 1889 gesticht als stad (shi), en is steeds de hoofdstad van de provincie Etchu geweest.

In de nacht van 1 op 2 augustus 1945 werd de stad bijna volledig vernield. Tijdens deze nacht dropten 173 Amerikaanse B-29 bommenwerpers brandbommen op de stad. Bijna 99% van het stadscentrum werd volledig verwoest.
Op 1 april 1996 verkreeg Toyama het statuut van kernstad.
In de loop van de 20e eeuw heeft Toyama omliggende gemeentes en dorpen geannexeerd.
Als laatste werden, op 1 april 2005, de gemeenten Osawano (大沢野町, Ōsawano-machi) en Oyama (大山町, Ōyama-machi) van het District Kaminiikawa en de gemeenten Fuchu (婦中町, Fuchū-machi)), Yamada (山田村, Yamada-machi) en Yatsuo (八尾町, Yatsuo-machi) en het dorp Hosoiri (細入村, Hasoiri-mura), alle van het District Nei, bij de stad Toyama gevoegd. Door deze fusie verdwenen de districten Kaminiikawa en Nei.

## Economie
Toyama is een industriestad met als specialisaties machinebouw, farmaceutische industrie en olieraffinage.
Sinds 1949 is Toyama een universiteitsstad.

## Sport
De plaatselijke voetbalclub is Kataller Toyama.

## Verkeer
Toyama is bereikbaar per vliegtuig via de luchthaven van Toyama, Toyama Airport. en per trein via het JR West Station Toyama.
Toyama ligt aan de Hokuriku-hoofdlijn en de Takayama-hoofdlijn van de West Japan Railway Company, Station Toyama. Verder zijn er de Toyama Chihō-hoofdlijn, de Fujikoshi-lijn, de Kamidaki-lijn, de Tateyama-lijn en de Toyamanaikidō-lijn van de Toyama Chihō Spoorwegen. Sinds 2013 doet de Hokuriku-shinkansen Toyama aan.
Er zijn ook nog twee private spoorwegbedrijven die de stad aandoen, de Toyama Chihō Railway en de Ainokaze Toyama Railway.
Daarnaast is er in de stad de Toyamakō Lightrail.
Toyama ligt aan de Hokuriku-autosnelweg en aan de autowegen 8, 41, 359, 360, 415, 471 en 472.

## Bezienswaardigdheden
Toyama heeft niet veel te bieden op toeristisch gebied. De stad is echter wel dé uitvalsbasis voor het bezoeken van de Tateyama-bergketen, de Japanse Alpen, die zich ten zuiden van de stad uitstrekken. 
Met de trein is het slechts een korte rit naar Unazuki, deelgemeente van Kurobe, waar een tandradspoorweg vertrekt voor een tocht door de bergen.
Toyama heeft een aantal musea. Zo is er het Museum voor Moderne Kunst met een aantal westerse grootmeesters en het Museum voor Zwart-Wit, pentekeningen, kalligrafieën en schilderijen met Indische inkt. Het gebouw van dit museum is een architectonisch hoogstandje, volledig in klassiek Japanse stijl, maar hypermodern van uitvoering.

## Partnersteden
- Durham
- Mogi das Cruzes
- Qinhuangdao
- Wellington

## Aangrenzende steden
- Imizu
- Namerikawa
- Tonami
- Nanto
- Hida
- Takayama

## Geboren in Toyama
- Nobuo Hara (1926-2021), jazzsaxofonist en bigbandleider
- Yoko Nogiwa (1936), actrice
- Jin’en Nagase (1943), politicus van de LDP
- Koichi Tanaka (1959), chemicus en Nobelprijswinnaar (2002)
- Yuki Yamazaki (1984), snelwandelaar
- Makoto Tateno (geboortejaar onbekend), mangaka